# Porphyromma speciosa
Porphyromma speciosa är en insektsart som beskrevs av Brunner von Wattenwyl 1895. Porphyromma speciosa ingår i släktet Porphyromma och familjen vårtbitare. Inga underarter finns listade i Catalogue of Life.

## Bildgalleri

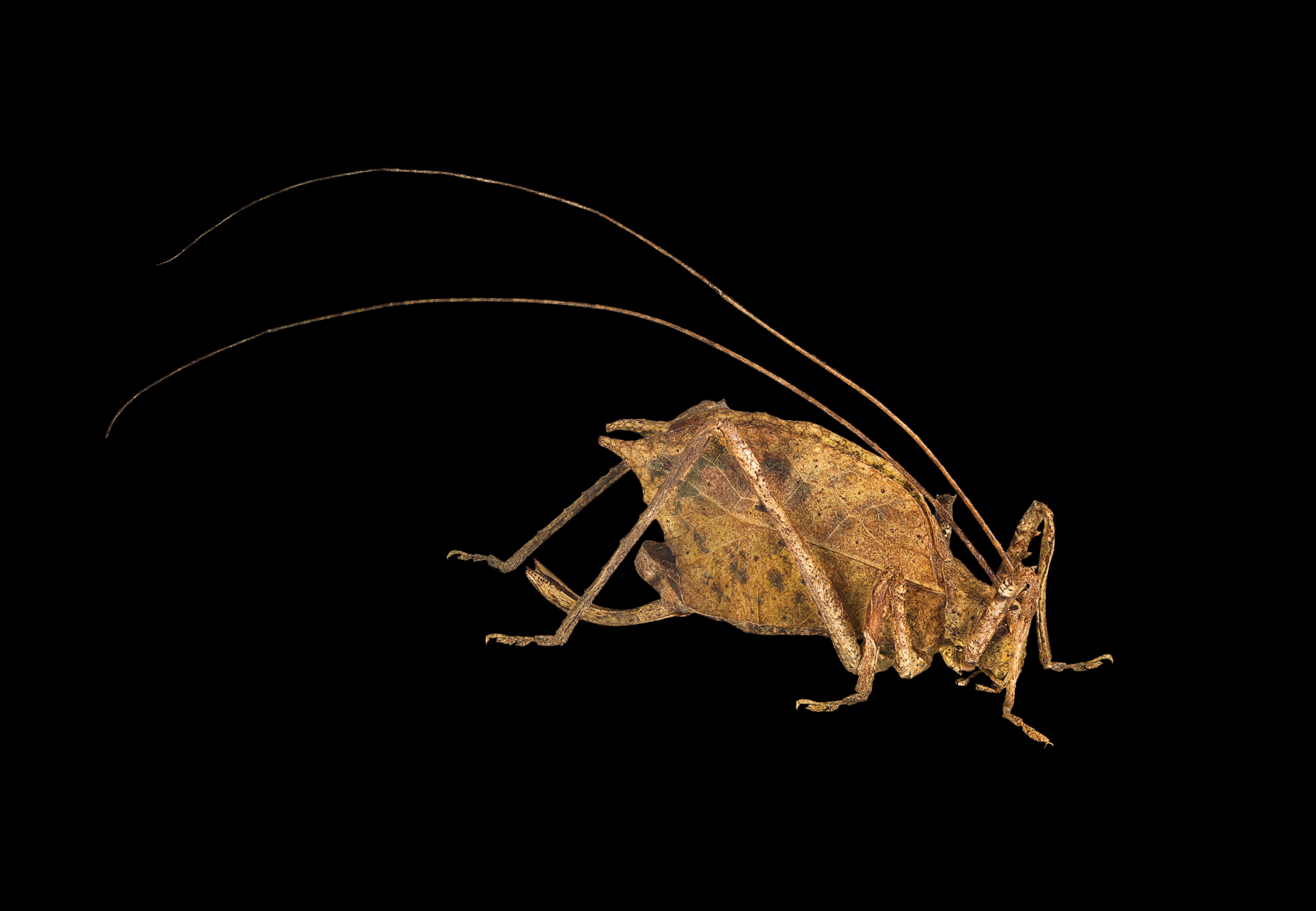